# Cephaloncheres affinis
Cephaloncheres affinis är en skalbaggsart som beskrevs av Moser 1919. Cephaloncheres affinis ingår i släktet Cephaloncheres och familjen Melolonthidae. Inga underarter finns listade.